# Atletica leggera ai Giochi della XVII Olimpiade - 100 metri piani maschili

Video della Finale (filmato a colori; commento in inglese)

Video della Finale (filmato in B/N; commento in italiano)

La competizione dei 100 metri piani maschili di atletica leggera ai Giochi della XVII Olimpiade si è disputata nei giorni 31 agosto e 1º settembre 1960 allo Stadio Olimpico di Roma

## L'eccellenza mondiale
| Campione olimpico 1956   | 10"5      | Bobby Morrow | Solo 200 m |
| Campione europeo 1958    | 10"3      | Armin Hary   | Presente   |
| Primatista mondiale      | 10"0 1960 | Armin Hary   | Presente   |
| Vincitore dei Trials USA | 10"4      | Ray Norton   | Presente   |

Il 21 giugno, a Zurigo, Armin Hary firma il primo 10" netti della storia (10"25 secondo il cronometraggio elettronico) con vento regolare, migliorando il 10"1 dello statunitense Ray Norton dell'anno prima. A Roma sono presenti entrambi.

## La gara
Armin Hary vince la prima semifinale in 10"3 sugli statunitensi Sime e Norton; il britannico Radford si aggiudica la seconda in 10"4 sul cubano Figuerola.
Finale: Armin Hary viene fermato per partenza falsa. Il tedesco non si scompone. Al secondo sparo parte con gli altri e mette subito in evidenza la sua qualità più grande: l'accelerazione precoce. È già saldamente in testa dopo una trentina di metri. Dalla prima corsia rinviene potentemente David Sime, che giunge a soli 3 centesimi di distacco dal tedesco. Delude il numero uno degli Stati Uniti, Ray Norton, che si piazza in sesta e ultima posizione.

## Risultati

### Turni eliminatori
| 9 Batterie         | 31 agosto    | 61 partenti   | Si qualificano i primi 3. |
| 4 Quarti di finale | 31 agosto    | 7 + 7 + 7 + 6 | Si qualificano i primi 3. |
| 2 Semifinali       | 1º settembre | 6 + 6         | Si qualificano i primi 3. |
| Finale             | 1º settembre | 6 concorrenti |                           |

### Batterie
| Pos. | Atleta             | Nazione          | Tempo Ufficiale | Tempo Ufficioso |
| ---- | ------------------ | ---------------- | --------------- | --------------- |
| 1    | Enrique Figuerola  | Cuba             | 10"4            | 10"57           |
| 2    | Carl Fredrik Bunæs | Norvegia         | 10"7            | 10"80           |
| 3    | Jurij Konovalov    | Unione Sovietica | 10"7            | 10"83           |
| 4    | Suthi Manyakass    | Thailandia       | 10"8            | 10"87           |
| 5    | Mikhail Bachvarov  | Bulgaria         | 11"0            | 10"95           |
| 6    | Amos Grodzinowsky  | Israele          | 11"1            | 11"19           |
| 7    | Raj Joshi Tilak    | India            | 11"3            | 11"43           |

| Pos. | Atleta          | Nazione   | Tempo Ufficiale | Tempo Ufficioso |
| ---- | --------------- | --------- | --------------- | --------------- |
| 1    | Seraphino Antao | Kenya     | 10"5            | 10"64           |
| 2    | Armin Hary      | Germania  | 10"6            | 10"74           |
| 3    | Heinz Müller    | Svizzera  | 10"8            | 10"94           |
| 4    | Gustav Ntiforo  | Ghana     | 11"0            | 11"15           |
| 5    | Isaac Gómez     | Filippine | 11"0            | 11"19           |
| 6    | Dennis Tipping  | Australia | 11"2            | 11"30           |
| 7    | Abdul Khaliq    | Pakistan  | 11"2            | 11"34           |

| Pos. | Atleta             | Nazione           | Tempo Ufficiale | Tempo Ufficioso |
| ---- | ------------------ | ----------------- | --------------- | --------------- |
| 1    | Horacio Esteves    | Venezuela         | 10"4            | 10"62           |
| 2    | Dennis Johnson     | Indie Occidentali | 10"4            | 10"66           |
| 3    | David Sime         | Stati Uniti       | 10"5            | 10"75           |
| 4    | Franklin Lynn Eves | Canada            | 10"8            | 11"01           |
| 5    | Aggrey Awori       | Uganda            | 10"9            | 11"09           |
| 6    | Patrick Lowry      | Irlanda           | 10"9            | 11"11           |
| 7    | Roba Negousse      | Etiopia           | 11"3            | 11"47           |

| Pos. | Atleta                  | Nazione | Tempo Ufficiale | Tempo Ufficioso |
| ---- | ----------------------- | ------- | --------------- | --------------- |
| 1    | Henry Winston Jerome    | Canada  | 10"5            | 10"72           |
| 2    | Jocelyn Delecour        | Francia | 10"5            | 10"75           |
| 3    | Samuel Amukun           | Uganda  | 10"6            | 10"80           |
| 4    | Alfonso Coelho Da Silva | Brasile | 10"8            | 10"98           |
| 5    | Bouchaib El-Maachi      | Marocco | 10"9            | 11"11           |
| 6    | Shahrudin Mohamed Ali   | Malesia | 11"0            | 11"11           |

| Pos. | Atleta              | Nazione       | Tempo Ufficiale | Tempo Ufficioso |
| ---- | ------------------- | ------------- | --------------- | --------------- |
| 1    | Thomas A. Robinson  | Bahamas       | 10"5            | 10"68           |
| 2    | Lloyd Murad         | Venezuela     | 10"7            | 10"82           |
| 3    | Sitiveni Moceidreke | Figi          | 10"8            | 10"92           |
| 4    | George Short        | Canada        | 10"9            | 11"04           |
| 5    | Emmanuel Putu       | Liberia       | 11"2            | 11"34           |
| 6    | Kim Jong-Cheol      | Corea del Sud | 11"5            | 11"63           |

| Pos. | Atleta             | Nazione          | Tempo Ufficiale | Tempo Ufficioso |
| ---- | ------------------ | ---------------- | --------------- | --------------- |
| 1    | Ray Norton         | Stati Uniti      | 10"7            | 10"88           |
| 2    | Gusman Kosanov     | Unione Sovietica | 10"7            | 10"90           |
| 3    | Santiago Plaza     | Messico          | 10"8            | 10"95           |
| 4    | Walter Mahlendorf  | Germania         | 10"8            | 10"98           |
| 5    | Romain Poté        | Belgio           | 11"0            | 11"19           |
| 6    | Aydin Onur         | Turchia          | 11"3            | 11"45           |
| 7    | Abdul Hadi Shekaib | Afghanistan      | 11"6            | 11"79           |

| Pos. | Atleta           | Nazione       | Tempo Ufficiale | Tempo Ufficioso |
| ---- | ---------------- | ------------- | --------------- | --------------- |
| 1    | David Jones      | Gran Bretagna | 10"5            | 10"69           |
| 2    | Abdoulaye Sèye   | Francia       | 10"6            | 10"75           |
| 3    | Rafael Romero    | Venezuela     | 10"7            | 10"89           |
| 4    | Elmar Kunauer    | Austria       | 11"0            | 11"13           |
| 5    | Huang Suh-Chuang | Taiwan        | 11"2            | 11"37           |
| 6    | Khudhir Zalata   | Iraq          | 11"3            | 11"50           |
| -    | Iftikhar Shah    | Pakistan      | Rit.            | Rit.            |

| Pos. | Atleta          | Nazione   | Tempo Ufficiale | Tempo Ufficioso |
| ---- | --------------- | --------- | --------------- | --------------- |
| 1    | Marian Foik     | Polonia   | 10"5            | ND              |
| 2    | Edward Jefferys | Sudafrica | 10"6            | ND              |
| 3    | Claude Piquemal | Francia   | 10"7            | ND              |
| 4    | Jalal Gozal     | Indonesia | 10"9            | ND              |
| 5    | Manfred Germar  | Germania  | 11"0            | ND              |
| 6    | Hamdan El-Tayeb | Sudan     | 11"1            | ND              |
| 7    | José Albarrán   | Spagna    | 11"2            | ND              |

| Pos. | Atleta                | Nazione          | Tempo Ufficiale | Tempo Ufficioso |
| ---- | --------------------- | ---------------- | --------------- | --------------- |
| 1    | Peter Radford         | Gran Bretagna    | 10"4            | 10"51           |
| 2    | Francis Budd          | Stati Uniti      | 10"4            | 10"55           |
| 3    | Ėdvin Ozolin          | Unione Sovietica | 10"7            | 10"86           |
| 4    | Hilmar Þorbjörnsson   | Islanda          | 10"9            | 11"05           |
| 5    | Nikolaos Georgopoulos | Grecia           | 11"0            | 11"12           |
| 6    | Moustafa Abdel Kader  | Rep. Araba Unita | 11"2            | 11"34           |
| 7    | James Roberts         | Liberia          | 11"2            | 11"37           |

### Quarti di finale
| Pos. | Atleta             | Nazione          | Tempo Ufficiale | Tempo Ufficioso |
| ---- | ------------------ | ---------------- | --------------- | --------------- |
| 1    | Horacio Esteves    | Venezuela        | 10"5            | 10"71           |
| 2    | Thomas A. Robinson | Bahamas          | 10"6            | 10"76           |
| 3    | Ray Norton         | Stati Uniti      | 10"6            | 10"78           |
| 4    | Jocelyn Delecour   | Francia          | 10"7            | 10"87           |
| 5    | Edward Jefferys    | Sudafrica        | 10"7            | 10"89           |
| 6    | Ėdvin Ozolin       | Unione Sovietica | 10"7            | 10"90           |
| 7    | Heinz Müller       | Svizzera         | 10"8            | 10"95           |

| Pos. | Atleta              | Nazione           | Tempo Ufficiale | Tempo Ufficioso |
| ---- | ------------------- | ----------------- | --------------- | --------------- |
| 1    | Armin Hary          | Germania          | 10"2            | 10"32           |
| 2    | David Sime          | Stati Uniti       | 10"3            | 10"37           |
| 3    | Marian Foik         | Polonia           | 10"4            | 10"48           |
| 4    | Dennis Johnson      | Indie Occidentali | 10"4            | 10"51           |
| 5    | Carl Fredrik Bunæs  | Norvegia          | 10"5            | 10"69           |
| 6    | Jurij Konovalov     | Unione Sovietica  | 10"5            | 10"69           |
| 7    | Sitiveni Moceidreke | Figi              | 10"7            | 10"85           |

| Pos. | Atleta            | Nazione          | Tempo Ufficiale | Tempo Ufficioso |
| ---- | ----------------- | ---------------- | --------------- | --------------- |
| 1    | Francis Budd      | Stati Uniti      | 10"4            | 10"52           |
| 2    | Enrique Figuerola | Cuba             | 10"4            | 10"53           |
| 3    | David Jones       | Gran Bretagna    | 10"5            | 10"68           |
| 4    | Samuel Amukun     | Uganda           | 10"6            | 10"75           |
| 5    | Claude Piquemal   | Francia          | 10"6            | 10"76           |
| 6    | Gusman Kosanov    | Unione Sovietica | 10"7            | 10"87           |
| 7    | Santiago Plaza    | Messico          | 10"8            | 10"93           |

| Pos. | Atleta               | Nazione       | Tempo Ufficiale | Tempo Ufficioso |
| ---- | -------------------- | ------------- | --------------- | --------------- |
| 1    | Henry Winston Jerome | Canada        | 10"4            | 10"58           |
| 2    | Peter Radford        | Gran Bretagna | 10"4            | 10"60           |
| 3    | Seraphino Antao      | Kenya         | 10"4            | 10"61           |
| 4    | Abdoulaye Sèye       | Francia       | 10"4            | 10"64           |
| 5    | Lloyd Murad          | Venezuela     | 10"8            | 10"97           |
| 6    | Rafael Romero        | Venezuela     | 11"1            | 11"23           |

### Semifinali

Armin Hary vince la seconda semifinale davanti agli statunitensi Sime e Norton

| Pos. | Atleta               | Nazione       | Tempo Ufficiale | Tempo Ufficioso |
| ---- | -------------------- | ------------- | --------------- | --------------- |
| 1    | Peter Radford        | Gran Bretagna | 10"4            | 10"57           |
| 2    | Enrique Figuerola    | Cuba          | 10"4            | 10"58           |
| 3    | Francis Budd         | Stati Uniti   | 10"5            | 10"65           |
| 4    | Marian Foik          | Polonia       | 10"5            | 10"66           |
| 5    | Thomas A. Robinson   | Bahamas       | 10"5            | 10"69           |
| -    | Henry Winston Jerome | Canada        | Rit.            | Rit.            |

| Pos. | Atleta          | Nazione       | Tempo Ufficiale | Tempo Ufficioso |
| ---- | --------------- | ------------- | --------------- | --------------- |
| 1    | Armin Hary      | Germania      | 10"3            | 10"41           |
| 2    | David Sime      | Stati Uniti   | 10"4            | 10"46           |
| 3    | Ray Norton      | Stati Uniti   | 10"4            | 10"47           |
| 4    | David Jones     | Gran Bretagna | 10"4            | 10"48           |
| 5    | Horacio Esteves | Venezuela     | 10"5            | 10"57           |
| 6    | Seraphino Antao | Kenya         | 10"6            | 10"72           |

### Finale
| Pos.    | Corsia | Atleta            | Età | Nazione       | Tempo Ufficiale | Tempo Ufficioso |
| ------- | ------ | ----------------- | --- | ------------- | --------------- | --------------- |
| Oro     | 6      | Armin Hary        | 23  | Germania      | 10"2            | 10"32           |
| Argento | 1      | David Sime        | 24  | Stati Uniti   | 10"2            | 10"35           |
| Bronzo  | 5      | Peter Radford     | 20  | Gran Bretagna | 10"3            | 10"42           |
| 4       | 4      | Enrique Figuerola | 22  | Cuba          | 10"3            | 10"44           |
| 5       | 2      | Francis Budd      | 21  | Stati Uniti   | 10"3            | 10"46           |
| 6       | 3      | Ray Norton        | 22  | Stati Uniti   | 10"4            | 10"50           |